# یهودیت باستان (کتاب)
یهودیت باستان (به انگلیسی: Ancient Judaism)؛ (به آلمانی: Das antike Judentum)؛ یک مقاله نوشته شده توسط ماکس وبر (۲۱ آوریل ۱۸۶۴–۱۴ ژوئن ۱۹۲۰) جامعه‌شناس، تاریخدان، حقوقدان، اقتصاددان و استاد اقتصاد سیاسی آلمانی در اوایل سده بیستم است. نسخه اصلی در شماره‌های ۱۹۱۷–۱۹۱۹ آرشیو علوم اجتماعی و سیاست اجتماعی منتشر شد. ماریان وبر، همسرش، این مقالات را به عنوان بخش سوم از «مقالات گردآوری شده در مورد جامعه‌شناسی دین» در سال‌های ۱۹۲۱–۱۹۲۰ منتشر کرد. در سال ۱۹۵۲ به زبان انگلیسی ترجمه شد و از آن زمان چندین نسخه منتشر گردید.
این اثر، چهارمین و آخرین کتاب مهم او در مورد جامعه‌شناسی دین بود که عبارتند از:
- اخلاق پروتستان و روح سرمایه‌داری،
- دین چین: کنفوسیوس و تائوئیسم،
- دین هند: جامعه‌شناسی هندوئیسم و بودیسم و
- یهودیت باستان

در این اثر او تلاش می‌کند تا عواملی را توضیح دهد که سبب تفاوت‌های اولیه بین مذهب شرقی و غربی بودند. به ویژه هنگامی که عرفان توسعه‌یافته توسط مسیحیت غربی با زهد قابل مقایسه است که در سنت‌های دینی هند شکوفا شده است. مرگ زودرس وبر در سال ۱۹۲۰، او را از پیگیری تحلیل برنامه‌ریزی شده خود از مزامیر، سفر ایوب، تلمود یهودیت، مسیحیت اولیه و اسلام و «یهودیت باستان» بازداشت.
وبر نوشته است:
هر کسی که وارث سنت‌های تمدن مدرن اروپایی باشد، با مجموعه‌ای از پرسش‌ها به مسائل تاریخ جهانی می‌پردازد که از نظر او هم اجتناب‌ناپذیر و هم مشروع به نظر می‌رسد. این پرسش‌ها ترکیب شرایطی را روشن خواهد کرد که باعث پدید آمدن پدیده‌های فرهنگی منحصربه‌فرد غربی و در عین حال (...) اهمیت فرهنگی جهانی می‌شود.
وبر اشاره نموده است:
یهودیت نه تنها منشآ مسیحیت و اسلام، بلکه برای ظهور جهان غرب مدرن بسیار مهم بود، زیرا تأثیر آن به همان اندازه و همانند هلنیستی و تمدن‌های یونانی-رومی مهم بود.

## انواع زهد و اهمیت یهودیت باستان
وبر خاطرنشان کرد که برخی از جنبه‌های مسیحیت به‌جای کناره‌گیری از نقص‌های جهان، به دنبال تسخیر و تغییر جهان بودند. این تمایز اساسی مسیحیت (در مقایسه با ادیان شرقی) در اصل از پیشگویی یهود باستان نشات می‌گیرد. وبر دلایل خود را برای پژوهش یهودیت باستان بیان کرد:
برای یهودیان (...) تصور می شد که نظم اجتماعی جهان به خلاف آنچه برای آینده وعده داده شده بود، تبدیل شده بود، ولی در آینده قرار بود واژگون شود تا یهودیان بار دیگر مسلط شوند. جهان نه ابدی و نه تغییر ناپذیر، بلکه به عنوان آفریده شده تصور می شد. ساختار کنونی آن محصول اعمال انسان، بالاتر از همه کارهای یهودیان، و واکنش خداوند به آنها بود. از اینرو، جهان محصولی تاریخی بود که برای این طراحی شده بود که جای خود را به نظم واقعاً مقدر شده خدا بدهد [...] علاوه بر این، یک اخلاق مذهبی بسیار منطقی در رفتار اجتماعی وجود داشت. عاری از جادو و هر گونه جستجوی غیرمنطقی برای نجات بود. در باطن دنیاهایی جدا از راه نجاتی بود که توسط ادیان آسیایی ارائه شده بود. تا حد زیادی این اخلاق هنوز زیربنای اخلاق خاورمیانه و اروپای معاصر است. علاقه تاریخی جهانی به یهودیت بر این واقعیت استوار است. [...] بنابراین، با توجه به شرایط تکامل یهودیت، ما در نقطه عطفی از کل توسعه فرهنگی غرب و خاورمیانه قرار داریم.

## تاریخ و سازمان اجتماعی اسرائیل باستان
وبر تعامل بین بدوی‌ها، شهرها، گله‌داران و دهقانان، درگیری‌های بین آنها، و ظهور و سقوط پادشاهی متحد اسرائیل و یهودا را تحلیل کرد. زمان کوتاه سلطنت متحد، دوره کنفدراسیون از زمان خروج و استقرار اسرائیل در کنعان را از دوره انحطاط سیاسی پس از خروج تقسیم سلطنت تقسیم کرد. وبر درباره سازماندهی کنفدراسیون اولیه، ویژگی های منحصر به فرد روابط اسرائیل با خدای اسرائیل، تأثیر فرقه‌های بیگانه، انواع خلسه مذهبی و مبارزه کشیش ها علیه خلسه و بت پرستی بحث می کند. بعدها دوران تقسیم سلطنت، جنبه‌های اجتماعی پیشگویی کتاب مقدس، جهت‌گیری اجتماعی پیامبران، عوام فریبی و جزوه‌نویسان، وجد و سیاست، اخلاق و خداپرستی پیامبران را شرح می‌دهد.
آن دوره‌ها برای تاریخ دینی مهم بودند، زیرا آموزه‌های اساسی یهودیت در آن دوران پدید آمد که اثر خود را بر تمدن غرب گذاشت.
رینهارد بندیکس خلاصه‌ای از آثار وبر می‌نویسد:
... عاری از سحر و جادو و گمانه‌زنی های باطنی، وقف مطالعه قانون، هوشیار در تلاش برای انجام آنچه در نظر پروردگار درست است به امید آینده ای بهتر، پیامبران دینی را پایه‌گذاری کردند. ایمانی که زندگی روزمره انسان را تابع الزامات یک قانون اخلاقی تعیین شده الهی می کرد. به این ترتیب، یهودیت باستان به ایجاد عقلانیت اخلاقی تمدن غربی کمک کرد.

## استناد
1. 1 2 3  Bendix 1977, p. 200.
2. ↑  Bendix 1977, p. 204.
3. 1 2  Bendix 1977, p. 213.
4. ↑  Bendix 1977, p. 256.